# Balfour Stewart
Balfour Stewart, född den 1 november 1828 i Edinburgh, död den 19 december 1887 nära Drogheda, var en skotsk fysiker.
Stewart blev 1856 assistent hos den berömde geofysikern James David Forbes, som utövade stort inflytande på inriktningen av Stewarts utveckling. Stewart blev 1859 direktör för observatoriet i Kew och 1870 professor i fysik vid Owens College i Manchester. År 1868 erhöll han Rumfordmedaljen för viktiga undersökningar angående Prévosts lag om ömsesidig strålning, varvid han påvisade, att värmestrålningen utgår inte endast från kropparnas yta, utan även finns i kroppens inre delar, samt bevisade likheten mellan en kropps absorptions- och dess strålningsförmåga. Som ledare av Kew-observatoriet utförde han viktiga undersökningar i meteorologi och jordmagnetism. Han utgav en mängd avhandlingar i spektralanalys, värmelära med mera. Bland hans skrifter märks An elementary treatise on heat (1866; 3:e upplagan 1876),  avhandlingen The conservation of energy (1873; 4:e upplagan 1878), The unseen universe (tillsammans med Tait, 1875; 6:e upplagan 1876) med flera.